# Sygnał
Sygnał – abstrakcyjny model dowolnej mierzalnej wielkości zmieniającej się w czasie, generowanej przez zjawiska fizyczne lub systemy. Może być opisany za pomocą aparatu matematycznego, np. poprzez podanie pewnej funkcji zależnej od czasu. Mówi się wtedy, że sygnał niesie informację lub też umożliwia przepływ strumienia informacji.

## Zastosowania
Za pomocą sygnału można:
- badać stan i zachowanie się badanych układów fizycznych lub systemów,
- mierzyć badane wielkości,
- przekazywać informacje w czasie i przestrzeni,
- sterować wybranymi zjawiskami lub systemami.

Sygnały znajdują zastosowanie w następujących dziedzinach:
- astronomia: sygnały przenoszą informację o naturze zjawisk pozaziemskich. Najczęściej bada się impulsy świetlne i radiowe emitowane przez obiekty pozaziemskie. Na ich podstawie można powiedzieć z jakim obiektem lub zjawiskiem mamy do czynienia, jaka jest jego struktura (badanie widma), jak szybko porusza się, jakie jest jego położenie i kierunek ruchu;
- ekonomia: sygnały niosą informację o zjawiskach ekonomicznych badanych w określonym przedziale czasowym, np. podaż, popyt, udział w rynku;
- elektronika: sygnały wykorzystywane są do badania zachowania (odpowiedzi) układów elektronicznych, pomiarów zmieniających się wartości napięć elektrycznych, zmieniających się wartości prądu;
- medycyna: sygnały wykorzystywane są do mierzenia funkcji życiowych takich jak: puls, czynności oddechowe, rytm serca, czynności układu nerwowego i innych, których działanie można badać za pomocą takich przyrządów jak: EKG, USG itp.;
- motoryzacja: sygnały wykorzystywane są np. do sterowania systemami wtrysku paliwa, ABS;
- przemysł: sygnały służą do sterowania różnego rodzaju urządzeniami przemysłowymi, takimi jak obrabiarki, piece, roboty, a ponadto umożliwiają przenoszenie informacji o stanie urządzenia, co jest dość powszechnie wykorzystywane do zdalnego nadzorowania pracy bezobsługowych urządzeń pomiarowych, systemów monitoringu itp.;
- sejsmologia: sygnały (wstrząsy) umożliwiają badanie energii wyzwalanej przez masy górotworu, dzięki czemu można odpowiednio wcześniej przewidzieć zachowanie się obserwowanych obiektów, ostrzec przed grożącymi niebezpieczeństwami itp,;
- telekomunikacja: sygnały są nośnikiem informacji przekazywanych na dowolne odległości i podobnie jak w zastosowaniach przemysłowych mogą służyć również do przekazywania informacji sterujących pracą urządzeń telekomunikacyjnych, takich jak: centrale telefoniczne, modemy, faksy itp.;
- wojsko: sygnały znajdują zastosowanie m.in. w systemach naprowadzania i nawigacji, systemach bezpieczeństwa, systemach identyfikacji, systemach łączności, systemach zdalnego sterowania bezzałogowymi maszynami zwiadowczymi i bojowymi oraz wielu innych systemów, które wspierają działania określonych związków taktycznych na polu walki.

## Opis i parametry sygnałów
Sygnały można przedstawić w postaci:
- analitycznej – za pomocą wzoru matematycznego, który definiuje funkcję opisującą zmiany wartości sygnału np. w dziedzinie czasu, częstotliwości itp.;
- liczbowej – za pomocą sekwencji jego wartości chwilowych lub próbek;
- graficznej – za pomocą wykresu lub grafu.

Każdy sygnał może być opisany przez jedną z następujących wielkości:
- czas trwania, który może być ograniczony jakimś przedziałem czasowym, formalnie przedstawionym jako różnica pomiędzy końcem przedziału T2 i początkiem przedziału T1;
- wartość chwilową sygnału, mierzoną w jednostkach właściwych dla danej wielkości;
- funkcję opisującą przebieg sygnału, przy czym sygnał może być funkcją jednej zmiennej lub wielu zmiennych niezależnych;
- statystykę, czyli parametr lub grupę parametrów opisujących jego rozkład prawdopodobieństwa;
- specyficzne właściwości opisujące naturę danego sygnału, takie jak: amplituda, częstotliwość, energia, moc, okresowość itp.

## Rodzaje sygnałów
Dowolne sygnały można podzielić w następujący sposób:
- ze względu na determinizm:
  - sygnały deterministyczne,
  - sygnały losowe (procesy stochastyczne);
- ze względu na czas trwania:
  - skończony – czas jest ograniczony jakimś przedziałem czasowym, formalnie przedstawionym jako różnica pomiędzy końcem przedziału T2 i początkiem przedziału T1,
  - nieskończony – początek lub koniec przedziału jest nieosiągalny;
- ze względu na wartości energii i mocy:
  - o zerowej energii i mocy (wszystkie takie sygnały są równoważne sygnałowi o wartości stałej: 0),
  - o ograniczonej energii i zerowej mocy (tzw. sygnały energii),
  - o nieskończonej energii i niezerowej, lecz ograniczonej mocy (tzw. sygnały mocy),
  - o nieskończonej energii i nieskończonej mocy;
- ze względu na okresowość:
  - sygnały okresowe,
  - sygnały nieokresowe;
- ze względu na ciągłość dziedziny i wartości:
  - sygnały ciągłe (analogowe) – dziedzina i wartości sygnału są ciągłe,
  - sygnały dyskretne – dziedzina sygnału jest dyskretna, a wartości ciągłe,
  - sygnały cyfrowe – dziedzina i wartości sygnału są dyskretne.

Proces przekształcenia sygnału analogowego na dyskretny nazywany jest dyskretyzacją (próbkowaniem, digitalizacją). Zamianę wartości analogowej na cyfrową określa się jako kwantyzację. Podczas obu tych przekształceń tracona jest część informacji zawartej w sygnale analogowym, co opisuje się jako szum kwantyzacji. Urządzenie przetwarzające jeden sygnał na inny nazywane jest przetwornikiem.

## Parametry sygnałów
- okres
- częstotliwość
- wartość maksymalna
- wartość średnia
- wartość skuteczna
- wartość chwilowa
- amplituda
- energia
- moc